# سفرستال
سفرستال (بالروسية: Северсталь)‏ تعني بالعربية: الشمال الصلب ) هي شركة روسية تعمل بشكل رئيسي في صناعة الصلب والتعدين ، ومقرها في تشيريبوفيتس . تم إدراج شركة سفرستال في بورصة موسكو وبورصة لندن وهي أكبر شركة للصلب في روسيا. الشركة مملوكة للأغلبية ويسيطر عليها الملياردير أليكسي مورداشوف .
تمتلك سفرستال مرافق صناعية رئيسية في روسيا وأوكرانيا وكازاخستان وفرنسا وإيطاليا ، وكذلك في العديد من البلدان الأفريقية. تمتلك الشركة أيضًا أصولًا منجمية ، مما يؤمن إمدادها بالمواد الخام.
تمتلك سفرستال أيضًا نادي سيفيرستال شيريبوفيتس ، وهو ناد محترف لهوكي الجليد يلعب في دوري الهوكي للقارات و سفرستال للطيران ، وهي شركة طيران تعمل بشكل أساسي من مطار فنوكوفو الدولي ومطار شيريبوفيتس .
تم تصنيف سفرستال بين أفضل 16 شركة من بين 92 شركة للنفط والغاز والتعدين في مجال حقوق السكان الأصليين واستخراج الموارد في القطب الشمالي. احتلت المرتبة 37 بين أكبر صانعي الصلب. في عام 2021 ، تم تصنيف سفرستال بالمرتبة 27 من أصل 120 شركة للنفط والغاز والتعدين تشارك في استخراج الموارد شمال الدائرة القطبية الشمالية في مؤشر المسؤولية البيئية في القطب الشمالي (AERI).